# 市田村 (埼玉県)
市田村（いちだむら）は、埼玉県大里郡にあった村。現在の熊谷市南部にあたる。
村名は平安期の郷名である市田郷（いちだのごう）に因む。1955年に吉見村と合併して大里村となり消滅した。

## 地理
- 河川 - 荒川

### 隣接していた自治体
（括弧内は現在の自治体）
- 熊谷市（熊谷市）
- 東松山市（東松山市）
- 大里郡
  - 吉見村（熊谷市）
  - 吉岡村（熊谷市）

## 歴史
- 1869年（明治2年）1月28日 (旧暦) - 武蔵知県事・宮原忠治の管轄区域をもって大宮県が発足（県庁は日本橋馬喰町）。ほか村域では下妻県・古河県・前橋県に属した村もあり。
- 1869年（明治2年）9月29日 (旧暦) - 県庁が浦和に移転し、大宮県から浦和県に改称。
- 1871年（明治4年）11月14日 (旧暦) - 浦和県・忍県・岩槻県の3県が合併して埼玉県が誕生。
- 1889年（明治22年）4月1日 - 町村制施行に伴い、大里郡中曽根村・小泉村・屈戸村・沼黒村・手島村・上恩田村・中恩田村・下恩田村・吉所敷村・高本村・津田新田が合併し、市田村となる[1]。旧村は市田村の大字となる。
- 1938年（昭和13年）9月1日 - 台風による荒川の氾濫で大規模な水害が発生、堤防を突破って市田村の地域へ多大な被害を与えた。
- 1955年（昭和30年）1月1日 - 吉見村と合併し、大里村となる[2][3]。大字は大里村に継承された[1]。